# Sagrada Família com um doador na paisagem

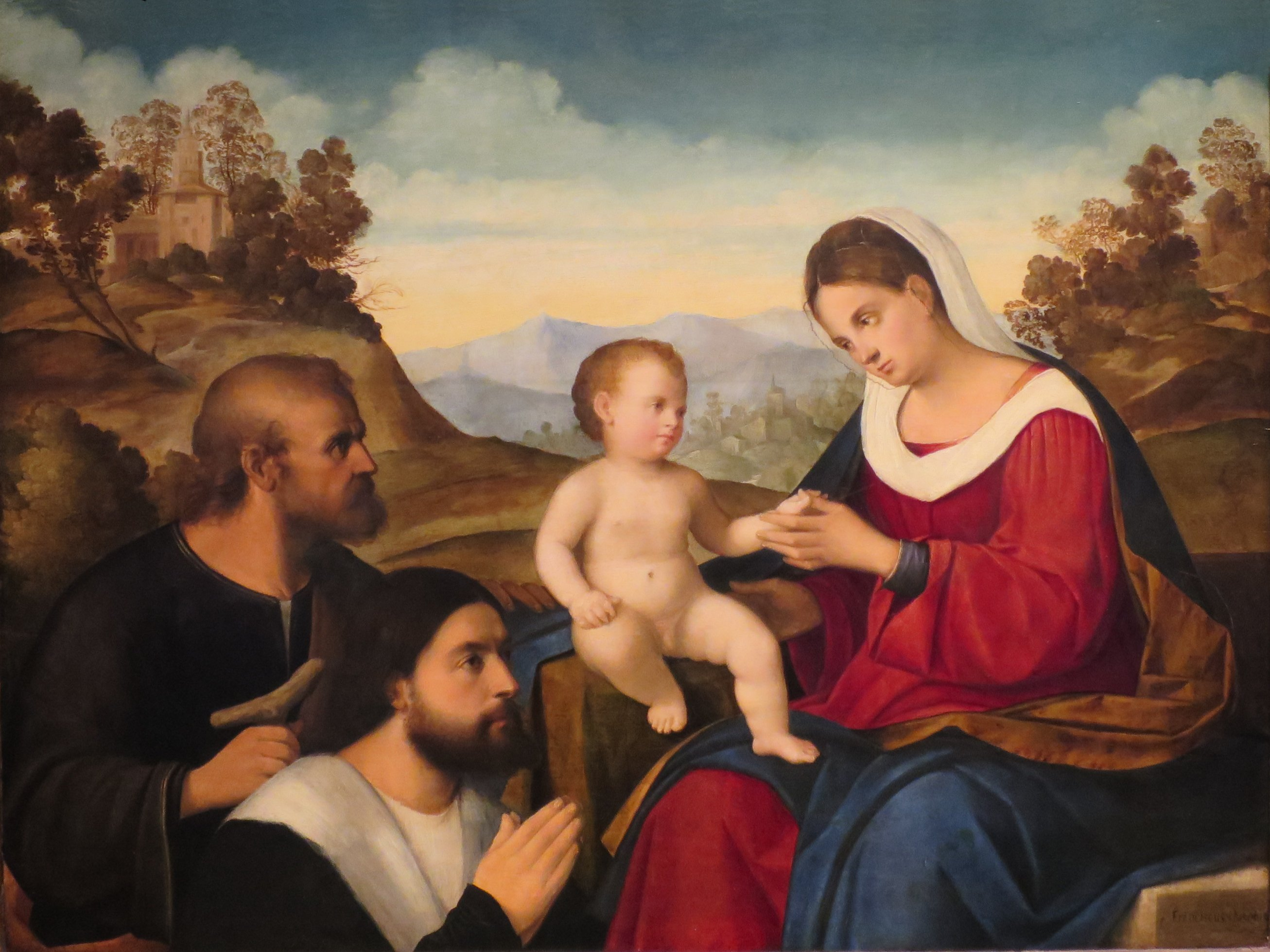
A Sagrada Família com um Doador em uma Paisagem, Francesco Bissolo, 1520, Dayton, Ohio, USA

A Sagrada Família com um Doador em uma Paisagem é uma pintura da Alta Renascença da escola veneziana, provavelmente do início da década de 1520, de Pietro Francesco Bissolo, aluno do grande pintor italiano Bellini. 
Atualmente é parte da coleção do The Dayton Art Institute, em Dayton, Ohio, nos EUA.

## Fonte
Instituto de Artes de Dayton, Ohio <http://www.daytonartinstitute.org/art/collection-highlights/european/holy-family-donor-landscape>